# Gérard Jeitz
Gérard Jeitz (* 10. März 1961 in Esch an der Alzette) ist ein ehemaliger luxemburgischer Fußballspieler und heutiger Funktionär und -trainer.

## Spielerkarriere

### Verein
Als 18-Jähriger begann Jeitz 1979 seine Karriere im Seniorenbereich bei US Rümelingen. Nach sechs Jahren wechselte er 1985 in die Landeshauptstadt zu Spora Luxemburg. Von dort ging er 1988 zum Stadtrivalen Union. Hier hatte er seine sportlich erfolgreichste Zeit. Mit Union wurde er von 1990 bis 1992 dreimal in Folge luxemburgischer Meister sowie 1989 und 1991 Pokalsieger. Nach dem Gewinn der Meisterschaft 1992 beendete er seine aktive Laufbahn.

### Nationalmannschaft
Jeitz bestritt für die luxemburgische Nationalmannschaft zwischen 1983 und 1991 insgesamt 26 Länderspiele, in denen er ohne Torerfolg blieb. Er debütierte am 16. November 1983 im EM-Qualifikationsspiel gegen England (0:4) und beendete mit dem Spiel gegen Deutschland (0:4) am 18. Dezember 1991 seine Länderspielkarriere.

## Weitere Karriere
Jeitz sprang mehrmals als Interimstrainer bei US Rümelingen ein, zuletzt im April 2019, als er Sven Lorscheider fünf Tage vor Saisonende ablöste.
Seit 2006 ist er Vereinspräsident von US Rümelingen.

## Erfolge
- Luxemburgischer Meister 1990, 1991, 1992 (mit Union Luxemburg)
- Luxemburgischer Pokalsieger 1989, 1991 (mit Union Luxemburg)